# جوزيف تلوند
جوزيف تلوند (بالإنجليزية: Joseph Toland) هو مجدف أمريكي، ولد في 22 ديسمبر 1928 في فيلادلفيا في الولايات المتحدة، وتوفي في 18 يوليو 2002.

## وصلات خارجية
- جوزيف تلوند على موقع الاتحاد الدولي للتجديف (الإنجليزية)
- جوزيف تلوند على موقع اللجنة الأولمبية الدولية (الإنجليزية)
- جوزيف تلوند على موقع أوليمبيديا (الإنجليزية)